# Pentagon Channel
Pentagon Channel (рус. Кана́л Пента́гона) — телеканал, который вещает военные новости и информацию для 2,6 млн членов вооруженных сил США. Широко доступен по кабельному телевидению США, его могут смотреть открыто FTA в некоторых Европейских странах, Африке, Америке и большинстве стран Азии через спутник (в цифровом режиме (DVB-S,MPEG-2), открыто (FTA), с качеством NTSC канал вещает со спутника Hot Bird), также доступен для просмотра по всему миру через Интернет. Программы включают:
- Информационные брифинги министерства обороны
- Военные новости
- Интервью с представителями министерства обороны
- Освещение работы американских военных

## Программы
Оригинальные программы
Recon: ежемесячная получасовая информационная телевизионная программа, предоставляющая глубокий взгляд на различные темы от современных операций и миссий, до военных событий в истории, специально для американских военных.
Around The Services: Ежедневная получасовая программа, освещающая военные новости о деятельности высших должностных лиц министерства обороны и о событиях военной службы по всему миру.
Fit For Duty: Готов к службе: энергичные 30-минутные тренировки под руководством военнослужащих, имеющих опыт в фитнес-подготовке. Понятные и полные уроки, под руководством инструкторов. Врач — специалист в области военной спортивной медицины также предлагает советы по предотвращению травматизма и недееспособности вследствие травм в каждом эпизоде шоу.
Focus On The Force: новая программа производства Pentagon Channel, в которой военные рассказывают личные истории о службе.
Battleground: каждые выходные очередная серия исторического кино о подробностях второй мировой войны, корейской войны и войны во Вьетнаме.
The Grill Sergeants: Программа Grill Sergeants научит готовить пищу, под аккомпанемент армейского джазового квартета «The Taste Buds».
This Week in the Pentagon: новости Пентагона за неделю, подробное освещение избранной темы недели.
Pentagon Channel также показывает, программы непосредственно с военной службы, такие как Freedom Journal Iraq, Freedom Watch Afghanistan, Army Newswatch, AFN Korea Nightly News, AFN Europe Report, Pacific Report, Eye On Nellis, The American Veteran, Air Force Space Today и On Track With Ft. Hood, также в прямом эфире брифинги министерства обороны и круглые столы.
Pentagon Channel в настоящее время доступен не во всех районах. Следующие телевизионные провайдеры, транслируют телеканал Пентагон:
- Verizon FiOS
- Dish Network
- Comcast
- Time Warner Cable
- Cox Communications
- Charter Communications
- Mediacom Communications Corp
- Insight Communications
- RCN Corporation
- Midcontinent Communications (Канал 155 в большинстве регионов)
- Knology
- Sky Angel
- Bresnan Communications
- Armstrong Cable Services
- Guam Cablevision
- MetroCast Communications
- Cable America
- Groton Utilities
- Wave Broadband
- Hargray CATV
- Millington Cable
- Paul Bunyan
- Trust Cable
- TCT West
- Centrovision Cable
- Dugway Cable
- Blue Ridge Communications

## Подкастинг
В апреле 2006 телеканал Пентагон запустил службу подкастов, в настоящее время предлагается 27 подкастов через ITunes Store и собственный сайт.